# Littorina squalida
Littorina squalida là một loài ốc biển, là động vật thân mềm chân bụng sống ở biển trong họ Littorinidae.